# Козлина, Александар
Александар Козлина (сербохорв. Aleksandar Kozlina / Александар Козлина; 20 декабря 1938, Скрад, Приморско-Горанская жупания — 10 апреля 2013, Нови-Сад) — югославский футболист, чемпион летних Олимпийских игр 1960 года.

## Биография
Воспитанник школы сплитского «Хайдука». Выступал в его составе с 1958 по 1966 годы, два года провёл в аренде у команды «Нови-Сад». В 1967 году уехал за границу: играл в бельгийских командах «Льеж» и «Тиллёр», а также в немецких кёльнских клубах «Виктория» и «Фортуна». В сборной Югославии провёл 9 игр с 1960 по 1961 годы, завоевал олимпийское золото летних Олимпийских игр 1960 года в Риме.